# George Perle
George Perle (Bayonne, 6 maggio 1915 – New York, 23 gennaio 2009) è stato un compositore statunitense.
Ha compiuto i suoi studi con Ernst Křenek ed ha creato un particolare sistema compositivo noto come tonalità dodecafonica (twelve-tone tonality) che si differenzia dalla dodecafonia anche se possiede tratti comuni a quest'ultima.
È stato cofondatore della Alban Berg Society assieme a Igor' Fëdorovič Stravinskij e Hans Redlich. 
Nel 1963 Bernard Haitink ha diretto la prima esecuzione assoluta nel Concertgebouw di Amsterdam di "Three Movements" per orchestra di sua composizione.
Nel 1982 Georg Solti ha diretto la prima esecuzione assoluta nell'Orchestra Hall di Chicago di "An Anniversary Rondo for Paul" per orchestra da camera di sua composizione.
Nel 1986 ricevette la MacArthur Fellowship e il premio Pulitzer per il suo Quintetto di fiati n.4.